# مدروشکت
شهر مدروشکت (به تاجیکی: Мадрушкат) در استان سغد در کشور تاجیکستان واقع شده‌است. جمعیت این شهر ۱۶٬۴۳۲ نفر است.